# U bunkrů (vojenský újezd Libavá)
U bunkrů jsou železobetonové vojenské bunkry, které se nachází jihozápadně od vrcholu Strážný nad zaniklou německou vesnicí Nová Ves nad Odrou ve vojenském újezdu Libavá v Oderských vrších v okrese Olomouc v Olomouckém kraji. Na místě jsou dva menší nevyužívané bunkry z období socialismu na kterých je patrné opotřebení. Protože se místo U bunkrů nachází ve vojenském prostoru, je veřejnosti většinou nepřístupné (výjimkou může být cykloturistická akce Bílý kámen).

## Galerie

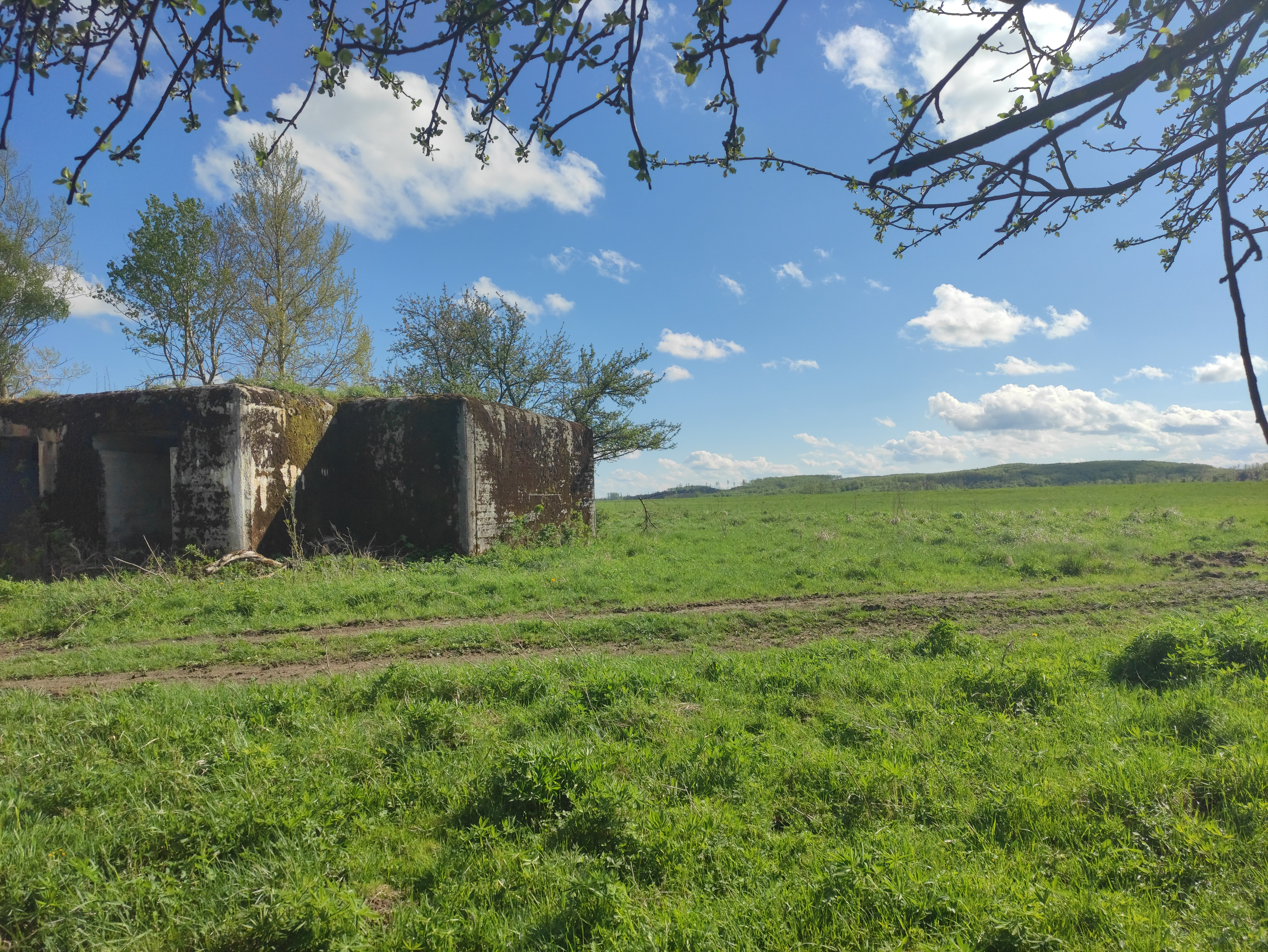
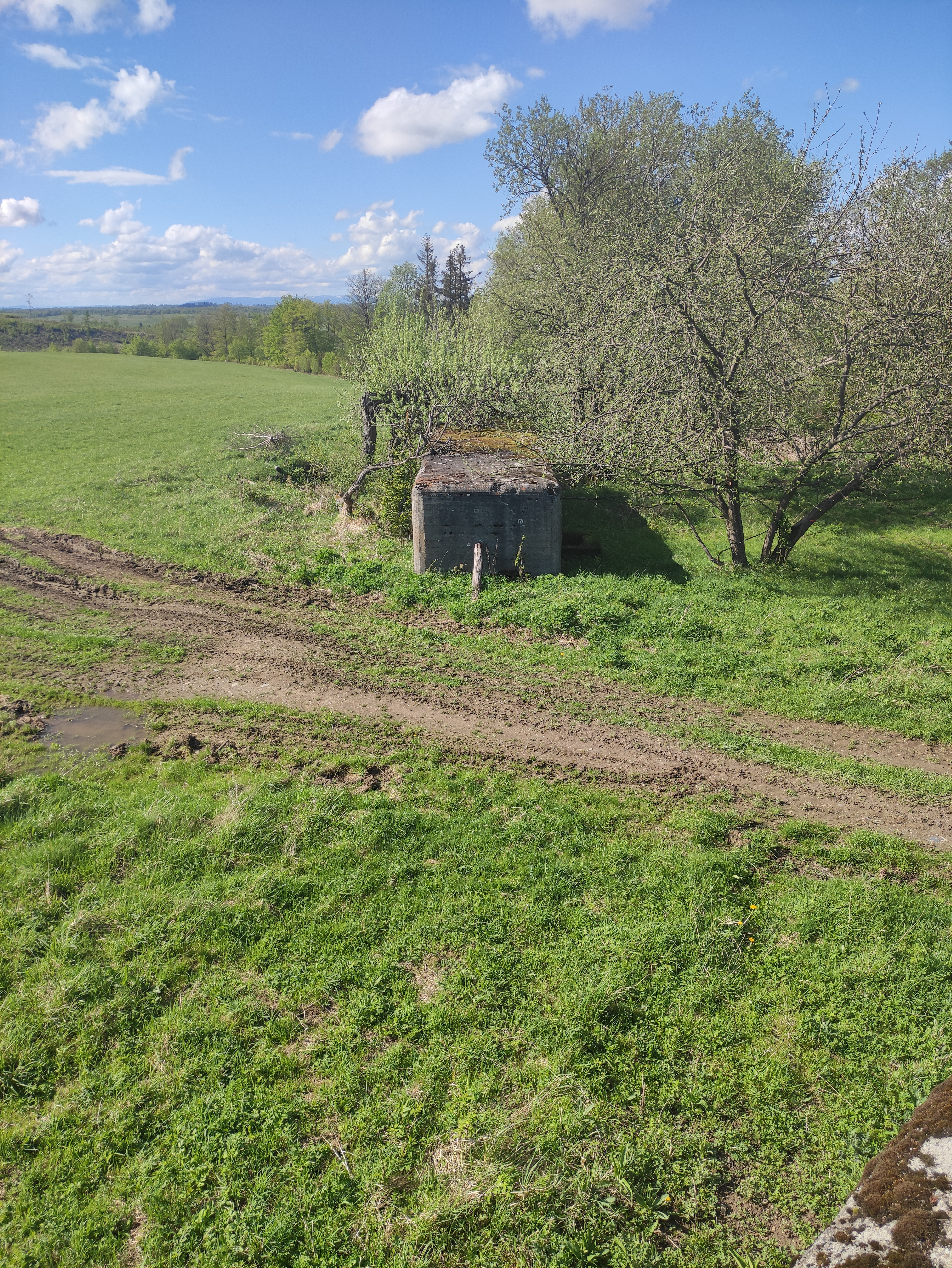